# Bohukały
Bohukały – wieś w Polsce, położona w województwie lubelskim, w powiecie bialskim, w gminie Terespol.
| SIMC    | Nazwa   | Rodzaj    |
| ------- | ------- | --------- |
| 0020630 | Wzgórek | część wsi |

W latach 1809–1954 siedziba gminy Bohukały. W latach 1954–1972 wieś należała i była siedzibą władz gromady Bohukały. W latach 1975–1998 wieś administracyjnie należała do ówczesnego województwa bialskopodlaskiego.
Wieś jest sołectwem w gminie Terespol. Według Narodowego Spisu Powszechnego z roku 2011 wieś miała 267 mieszkańców i była dziewiątą co do wielkości miejscowością gminy.
W miejscowości znajdują się placówka Straży Granicznej, remiza Ochotniczej Straży Pożarnej, Rodzinny Dom Dziecka i dwa sklepy spożywcze.
Wierni Kościoła rzymskokatolickiego należą do parafii pod wezwaniem św. Apostołów Piotra i Pawła w Pratulinie.